# Ordem Negra (comics)
A Ordem Negra é uma equipe fictícia de super-heróis (também conhecida como Cull Obsidian ) que aparece nos quadrinhos americanos publicados pela Marvel Comics.

## Biografia da equipe de ficção

### Primeira versão de Thanos
A Ordem Negra é um grupo de alienígenas implacáveis que servem a Thanos . Eles ajudam Thanos a destruir mundos dos quais eles exigem tributo. Quando Corvus Glaive enviou um de seus Outriders para encontrar um novo mundo para destruir, o Outrider atacou a Terra.

## Membros

### Primeira versão de Thanos
- Estrela Negra - Um membro da Ordem Negra que tem super-força, densidade aumentada e pele impenetrável. Ele é o irmão de Corvus Glaive. Ele é morto por Ronan, o acusador .[2]
- Corvus Glaive - o general mais favorecido de Thanos [3] que melhorou a força, a velocidade, a durabilidade e a resistência e usa um pique que pode cortar qualquer coisa. Quando Corvus Glaive tem o pique em sua mão, isso o torna imortal. Ele comete suicídio para evitar ser morto por Thanos.[4]
- Ebony Maw - Um membro da Ordem Negra que tem intelecto de nível genial e é especializado em persuasão. Ele utiliza um dispositivo de teletransporte e gerador de campo de força.
- Proxima Midnight - Um membro da Ordem Negra e esposa de Corvus Glaive. Ela é uma mestre combatente corpo-a-corpo, possui super-força e possui um alto grau de impermeabilidade a lesões. Sua lança se transforma em feixes de luz tóxicos inevitáveis. Ela é morta por Hela .[5]
- Supergigante - Um membro da Ordem Negra com habilidades telepáticas. Ela é aparentemente morta por Lockjaw,     mas depois retorna como um ser de energia psíquica.

### Versão de Corvus Glaive
- Corvus Glaive - Líder. Suicídio cometido.
- Coven - Um trio de três bruxas sem nome. Após a morte de Corvus Glaive, o Coven permaneceu aliado a Thanos.
- Thanos
- Proxima Midnight
- Cisne Negro da Terra-1365
- A Ordem Negra aparece em Avengers Assemble, com Proxima Midnight com voz de Kari Wahlgren, Corvus Glaive com David Kaye, Ebony Maw com René Auberjonois, Supergiant com Hynden Walch e Black Dwarf sem diálogo. O grupo aparece pela primeira vez no episódio "New Frontiers", onde eles se infiltram em uma prisão especial, onde eles tiram os guardas e suas defesas, a fim de libertar Thanos . Thanos leva a Ordem Negra a atacar o Novo Korbin, fazendo com que o Korbinite Jeter Kan Too recrute os Vingadores para ajudar o mundo deles.[6] No episódio "Avengers World", a Ordem Negra se junta ao ataque de Thanos à Terra e à luta com os Vingadores. Depois que Thanos foi derrotado, a Ordem Negra é mencionada como estando sob a custódia dos Guardiões da Galáxia .[7]
- A Ordem Negra aparece em Guardiões da Galáxia, com Kari Wahlgren, David Kaye e Hynden Walch reprisando seus papéis como Proxima Midnight, Corvus Glaive e Supergiant enquanto Ebony Maw é dublado por James Urbaniak e Black Dwarf é dublado por Jesse Burch . No episódio "Undercover Angle", Supergiant tinha sido previamente apreendido pelo Nova Corps enquanto os outros membros eram vistos no planeta deserto de Eilsel 4 planejando obter a Arma Universal que Ronan, o Acusador, tinha. Quando ambas as partes encontram a Arma Universal, ambas são atacadas por Tito, causando uma trégua temporária para impedir que Titus a venda para Colecionador . A maioria da Ordem Negra foi derrotada por Tito e mais tarde foi presa pela Nova Corps. No episódio "Preso no Metal com Você", a Ordem Negra ataca os Guardiões da Galáxia no planeta Retsemaw onde a Armadura Destruidora estava localizada. O Rocket Raccoon usou a Armadura Destruidora para derrotá-los facilmente e eles foram deixados amarrados para a Nova Corps pegar. No episódio "Lyin 'Eyes", Ebony Maw foi mostrado para ter deixado a Ordem Negra, quando ele foi influenciado por Mantis para se juntar aos crentes da Universal. No episódio "Free Bird", Ebony Maw ganhou Proxima Midnight e Black Dwarf no lado dos Crentes Universais. Os três atacam Star-Lord, Gamora e Groot em Veros Seven, mesmo quando eles acabam em uma armadilha no antigo esconderijo dos Ravagers que Star-Lord desenhou quando ele era jovem. Com a ajuda de um parasita de energia sem nome, parecido com uma ave, que nasceu de um ovo encontrado por Groot, Star-Lord, Gamora e Groot conseguiram escapar da armadilha e repelir Ebony Maw, Black Dwarf e Proxima Midnight.
- Ebony Maw, Black Dwarf (renomeado Cull Obsidian), Proxima Midnight e Corvus Glaive aparecem no filme de 2018 Avengers: Infinity War, onde são conhecidos como os "Filhos de Thanos".[8] Tom Vaughan-Lawlor vozes e capturas de movimento Ebony Maw, Terry Notary vozes e capturas de movimento Cull Obsidian, Carrie Coon vozes e captura de movimentos Proxima Midnight,[9] e Michael James Shaw vozes e captura de movimento Corvus Glaive.[10] Os diretores Joe e Anthony Russo tomaram várias liberdades criativas com a representação do grupo, principalmente excluindo o quinto membro Supergiant por "consolidação".[11] Outras mudanças incluem renomear Black Dwarf, descrevendo o grupo como "Children of Thanos", e alterando suas habilidades para o filme.[11] Ajudando Thanos a encontrar as Pedras do Infinito, elas são enviadas à Terra para recuperar as Pedras do Tempo e da Mente, enquanto Thanos, já tendo as Pedras do Poder e do Espaço, vai a Knowhere para obter a Pedra da Realidade. Incapaz de remover a Pedra do Tempo do Olho de Agamotto, que o Doutor Estranho usa em um amuleto, Maw e Obsidian o sequestram, enquanto Glaive e Midnight tentam roubar a Pedra da Mente da Visão . Ao longo do filme, cada um deles é conquistado pelos super-heróis que enfrentam: Maw é derrotado por Iron Man, Obsidian por Bruce Banner (na armadura de Hulkbuster ), Midnight por Scarlet Witch e Glaive by Vision.
- Os Filhos de Thanos retornam no filme Vingadores: Fim do Jogo, de 2019, em que as versões de 2014 do personagem viajam no tempo com as forças de Thanos para participar da batalha climática na Terra. Eles estão todos desintegrados, junto com o resto das forças de Thanos, quando Tony Stark ativa o Infinity Stones.